# Баљио Тодаро (Трапани)
Баљио Тодаро је насеље у Италији у округу Трапани, региону Сицилија.
Према процени из 2011. у насељу је живело 21 становника. Насеље се налази на надморској висини од 49 м.